# Molophilus pseudopropinquus
Molophilus pseudopropinquus är en tvåvingeart som beskrevs av Mendl 1973. Molophilus pseudopropinquus ingår i släktet Molophilus och familjen småharkrankar. Inga underarter finns listade i Catalogue of Life.